# Cliffortia geniculata
Cliffortia geniculata är en rosväxtart som beskrevs av August Henning Weimarck. Cliffortia geniculata ingår i släktet Cliffortia och familjen rosväxter. Inga underarter finns listade i Catalogue of Life.